# Gonomyia lyra
Gonomyia lyra är en tvåvingeart som beskrevs av Alexander 1935. Gonomyia lyra ingår i släktet Gonomyia och familjen småharkrankar. Inga underarter finns listade i Catalogue of Life.